# خط لوله نوباکو
خط لولهٔ نابوکو (Nabucco) خط لوله‌ای است که قرار است گاز طبیعی را از منابع دریای خزر به اروپا از طریق آذربایجان، گرجستان، ترکیه، بلغارستان، رومانی، مجارستان و اتریش منتقل کند.

خط لولهٔ گاز نابوکو

هدف اصلی از احداث این خط لوله کاهش وابستگی منابع تأمین انرژی اروپا به روسیه می‌باشد. اغلب اعضای اتحادیهٔ اروپا و آمریکا از این پروژه حمایت می‌کنند. این خط لوله رقیبی برای پروژهٔ خط لولهٔ South Stream خواهد بود.
در طرح اولیه کشورهای عراق، آذربایجان، ترکمنستان و حتی مصر به عنوان تأمین‌کنندگان گاز این خط لوله در نظر گرفته شده‌اند. ولی با توجه به حجم ذخایر کشورهای مذکور و موقعیت ویژه ایران به عنوان نخستین (دومین) کشور دارای ذخایر گازی جهان حضور ایران در این پروژه محتمل خواهد بود. حتی ترکمنستان برای انتقال گاز خود به این خط پیشن‌ها سوآپ گاز از طریق ایران را مطرح کرده است. کلیهٔ احتمالات فوق بستگی به حل مناقشات سیاسی ایران و غرب خواهد داشت. ضمن اینکه در صورت توسعهٔ منابع گازی ایران و ایجاد زیرساخت‌های لازم، این کشور قادر خواهد بود به تنهایی تأمین‌کنندهٔ بخش بزرگی از نیاز انرژی اروپا به گاز طبیعی از طریق خط لوله باشد.
ترکیه نیز با توجه به سود حاصل از ترانزیت گاز از پیوستن ایران به خط لولهٔ نابوکو حمایت می‌کند.